# Regering-Raffarin II
De regering–Raffarin II (Frans: Gouvernement Jean-Pierre Raffarin II) was de regering van de Franse Republiek van 16 juni 2002 tot 31 maart 2004.
| Ambtsbekleder                              | Ambtsbekleder         | Ambtsbekleder                 | Functie(s)                                     | Ambtstermijn | Ambtstermijn     | Partij(en) |
| ------------------------------------------ | --------------------- | ----------------------------- | ---------------------------------------------- | ------------ | ---------------- | ---------- |
|                                            | Jean-Pierre Raffarin  | Jean-Pierre Raffarin (1948)   | Premier                                        | 6 mei 2002   | 31 mei 2005      | UMP        |
|                                            | Nicolas Sarközy       | Nicolas Sarkozy (1955)        | Minister van Binnenlandse Zaken                | 6 mei 2002   | 31 maart 2004    | UMP        |
| Minister voor Binnenlandse Veiligheid      | Nicolas Sarközy       | Nicolas Sarkozy (1955)        |                                                | 6 mei 2002   | 31 maart 2004    | UMP        |
|                                            | Dominique de Villepin | Dominique de Villepin (1953)  | Minister van Buitenlandse Zaken                | 6 mei 2002   | 31 maart 2004    | UMP        |
|                                            | Francis Mer           | Francis Mer (1939)            | Minister van Financiën                         | 6 mei 2002   | 31 maart 2004    | DVD        |
| Minister van Economische Zaken             | Francis Mer           | Francis Mer (1939)            |                                                | 6 mei 2002   | 31 maart 2004    | DVD        |
| Minister voor Industriële Zaken            | Francis Mer           | Francis Mer (1939)            |                                                | 6 mei 2002   | 31 maart 2004    | DVD        |
|                                            | Michèle Alliot-Marie  | Michèle Alliot-Marie (1946)   | Minister van Defensie                          | 6 mei 2002   | 16 mei 2007      | UMP        |
|                                            | Dominique Perben      | Dominique Perben (1945)       | Minister van Justitie                          | 6 mei 2002   | 31 mei 2005      | UMP        |
| Zegelbewaarder                             | Dominique Perben      | Dominique Perben (1945)       |                                                | 6 mei 2002   | 31 mei 2005      | UMP        |
|                                            | Jean-François Mattei  | Jean- François Mattei (1943)  | Minister van Volksgezondheid                   | 6 mei 2002   | 31 maart 2004    | UMP        |
| Minister van Gezin                         | Jean-François Mattei  | Jean- François Mattei (1943)  |                                                | 6 mei 2002   | 31 maart 2004    | UMP        |
|                                            | François Fillon       | François Fillon (1954)        | Minister van Arbeid en Werkgelegenheid         | 6 mei 2002   | 31 mei 2005      | UMP        |
| Minister van Sociale Zaken                 | François Fillon       | François Fillon (1954)        |                                                | 6 mei 2002   | 31 mei 2005      | UMP        |
|                                            | Luc Ferry             | Luc Ferry (1951)              | Minister van Onderwijs                         | 6 mei 2002   | 31 maart 2004    | DVD        |
| Minister van Hoger Onderwijs en Wetenschap | Luc Ferry             | Luc Ferry (1951)              |                                                | 6 mei 2002   | 31 maart 2004    | DVD        |
|                                            | Gilles de Robien      | Gilles de Robien (1941)       | Minister van Transport                         | 6 mei 2002   | 31 mei 2005      | UDF        |
| Minister van Huisvesting                   | Gilles de Robien      | Gilles de Robien (1941)       |                                                | 6 mei 2002   | 31 mei 2005      | UDF        |
| Minister van Maritime Zaken                | Gilles de Robien      | Gilles de Robien (1941)       |                                                | 6 mei 2002   | 31 mei 2005      | UDF        |
| Minister voor Toerisme                     | Gilles de Robien      | Gilles de Robien (1941)       |                                                | 6 mei 2002   | 31 mei 2005      | UDF        |
|                                            | Jean-Paul Delevoye    | Jean-Paul Delevoye (1947)     | Minister van Ruimtelijke Ordening              | 6 mei 2002   | 31 maart 2004    | UMP        |
| Minister van Publieke Diensten             | Jean-Paul Delevoye    | Jean-Paul Delevoye (1947)     |                                                | 6 mei 2002   | 31 maart 2004    | UMP        |
| Minister voor Bestuurlijke Vernieuwing     | Jean-Paul Delevoye    | Jean-Paul Delevoye (1947)     |                                                | 6 mei 2002   | 31 maart 2004    | UMP        |
|                                            | Hervé Gaymard         | Hervé Gaymard (1960)          | Minister van Landbouw en Visserij              | 6 mei 2002   | 30 november 2004 | UMP        |
|                                            | Roselyne Bachelot     | Roselyne Bachelot (1946)      | Minister van Ecologie en Duurzame Ontwikkeling | 6 mei 2002   | 31 maart 2004    | UMP        |
|                                            | Brigitte Girardin     | Brigitte Girardin (1953)      | Minister van Overzeese Gebiedsdelen            | 6 mei 2002   | 31 mei 2005      | UMP        |
|                                            | Jean-Jacques Aillagon | Jean- Jacques Aillagon (1946) | Minister van Cultuur en Communicatie           | 6 mei 2002   | 31 maart 2004    | UMP        |
|                                            | Jean-François Lamour  | Jean- François Lamour (1956)  | Minister van Sport                             | 6 mei 2002   | 16 mei 2007      | UMP        |

| Viceministers              | Viceministers     | Viceministers                 | Portefeuille(s)             | Leidinggevend Minister                     | Ambtstermijn | Ambtstermijn  | Partij(en) |
| -------------------------- | ----------------- | ----------------------------- | --------------------------- | ------------------------------------------ | ------------ | ------------- | ---------- |
|                            | Alain Lambert     | Alain Lambert (1946)          | Begrotingszaken             | Minister van Financiën                     | 6 mei 2002   | 31 maart 2004 | UDF        |
|                            | Nicole Fontaine   | Nicole Fontaine (1942–2018)   | Industriële Zaken           | Minister van Financiën                     | 16 juni 2002 | 31 maart 2004 | UMP        |
|                            | Patrick Devedjian | Patrick Devedjian (1944–2020) | Binnenlandse Veiligheid     | Minister van Binnenlandse Zaken            | 6 mei 2002   | 31 maart 2004 | UMP        |
|                            | Noëlle Lenoir     | Noëlle Lenoir (1948)          | Europese Zaken              | Minister van Buitenlandse Zaken            | 16 juni 2002 | 31 maart 2004 | DVG        |
|                            |                   | Pierre-André Wiltzer (1940)   | Internationale Samenwerking | Minister van Buitenlandse Zaken            | 16 juni 2002 | 31 maart 2004 | UMP        |
| Francophonie               |                   | Pierre-André Wiltzer (1940)   |                             | Minister van Buitenlandse Zaken            | 16 juni 2002 | 31 maart 2004 | UMP        |
|                            | François Loos     | François Loos (1953)          | Buitenlandse Handel         | Minister van Buitenlandse Zaken            | 16 juni 2002 | 31 mei 2005   | PRV        |
|                            | Xavier Darcos     | Xavier Darcos (1947)          | Basisonderwijs              | Minister van Onderwijs                     | 6 mei 2002   | 31 maart 2004 | UMP        |
|                            | Claudie Haigneré  | Claudie Haigneré (1957)       | Wetenschap                  | Minister van Hoger Onderwijs en Wetenschap | 16 juni 2002 | 31 maart 2004 | DVD        |
|                            | Jean-Louis Borloo | Jean-Louis Borloo (1951)      | Stedelijke Ontwikkeling     | Minister van Arbeid en Werkgelegenheid     | 6 mei 2002   | 31 maart 2004 | PRV        |
| Minister van Sociale Zaken | Jean-Louis Borloo | Jean-Louis Borloo (1951)      | Stedelijke Ontwikkeling     |                                            | 6 mei 2002   | 31 maart 2004 | PRV        |
|                            | Christian Jacob   | Christian Jacob (1959)        | Gezin                       | Minister van Volksgezondheid               | 16 juni 2002 | 31 maart 2004 | UMP        |
| Minister van Gezin         | Christian Jacob   | Christian Jacob (1959)        | Gezin                       |                                            | 16 juni 2002 | 31 maart 2004 | UMP        |
|                            | Nicole Ameline    | Nicole Ameline (1952)         | Emancipatie en Gelijkheid   | Minister van Sociale Zaken                 | 16 juni 2002 | 31 maart 2004 | UMP        |